# بارسیال د لا لما
بارسیال د لا لما (به اسپانیایی: Barcial de la Loma) یک شهرستان در اسپانیا است که در استان وایادولید واقع شده‌است.